# 孛兒帖
孛兒帖（1161年—？年），又作孛儿台、布尔德，大蒙古国（蒙古帝国）皇后，孛思忽儿弘吉剌氏，是蒙古帝國建立者和元朝奠基人元太祖成吉思汗正妻，父親特薛禪，母親名叫速壇，為元朝建立者元世祖忽必烈的祖母。

## 生平
成吉思汗有數十位妻妾，分居在四個斡兒朵，其中每個斡兒朵又有數個皇后與妃子，孛兒帖居於第一斡兒朵，並且排行第一，地位最高，称“大哈屯”，她也最得成吉思汗敬重。孛兒帖享有“兀真”（夫人）、“哈屯”（后妃）称号。
根據《蒙古秘史》的記載，孛兒帖的年紀比成吉思汗長一歲。她為人賢明，幫助成吉思汗創立大業。她與成吉思汗剛結婚的時候，便被蔑兒乞人擄走，成吉思汗便請求克烈部脱斡邻勒與札達蘭兩部落的援軍進攻敵人，最後終於救回孛兒帖。孛兒帖助成吉思汗创业，原本成吉思汗與札達蘭的部長札木合有結拜之誼，但孛兒帖深知札木合有要與成吉思汗兼併的意思，便勸成吉思汗與札木合分離。成吉思汗與札木合分離後，果然獨霸一方。
蒙力克的第四個兒子闊闊出，假巫術之名挑撥成吉思汗與其弟合撒兒的感情，又羞辱斡赤斤，於是孛兒帖進言，請成吉思汗殺闊闊出，從此安定了族人。
孛兒帖生有四個兒子與五個女兒，兒子分別是朮赤、察合台、窝阔台、拖雷，其中窩闊臺後來登基，是元朝的太宗皇帝；女兒分別是火臣别吉、阿剌海别吉、秃满伦、阇阇干、阿勒塔伦。當初孛兒帖被蔑兒乞族擄走，等救回時已有身孕，於是傳說這時生下的朮赤可能是蔑兒乞人的孩子，而「朮赤」二字是「客人」的意思。但也有人說孛兒帖被篾兒乞人擄走的時間不超過九個月，朮赤有可能是成吉思汗的兒子。
孛兒帖卒年不詳，但可以確知的是當成吉思汗過世時（1227年），她尚在人間。孛兒帖幼子拖雷监国期间，一直随侍于母侧。
至元三年（1266年）十月，太庙建成，制尊谥庙号，元世祖忽必烈为祖母孛兒帖上谥号为光獻皇后。 
至大二年十二月六日（1310年1月7日），元武宗海山为孛兒帖加上尊谥翼聖，从此之后，孛兒帖的谥号变为光獻翼聖皇后。
終元朝之世，弘吉剌氏的女子做為正宮皇后者有十一人，被稱為皇后與追尊為皇后者有九人。弘吉剌氏娶公主為妻者有六人，娶公主又被封王爵者十三人，這些福蔭都是由孛兒帖所開始。
「孛兒帖」的蒙古語意是「蒼色的」、「灰青色的」。《元史》裡將其名後加上「旭真」二字，其實並非名字，而是「夫人」的意思，就像滿語中的福晋一樣。

## 延伸阅读
[在维基数据编辑]
 《元史·卷114》，出自宋濂《元史》
 《新元史/卷104》，出自柯劭忞《新元史》
 在维基共享资源阅览影像